# Michael Corrente

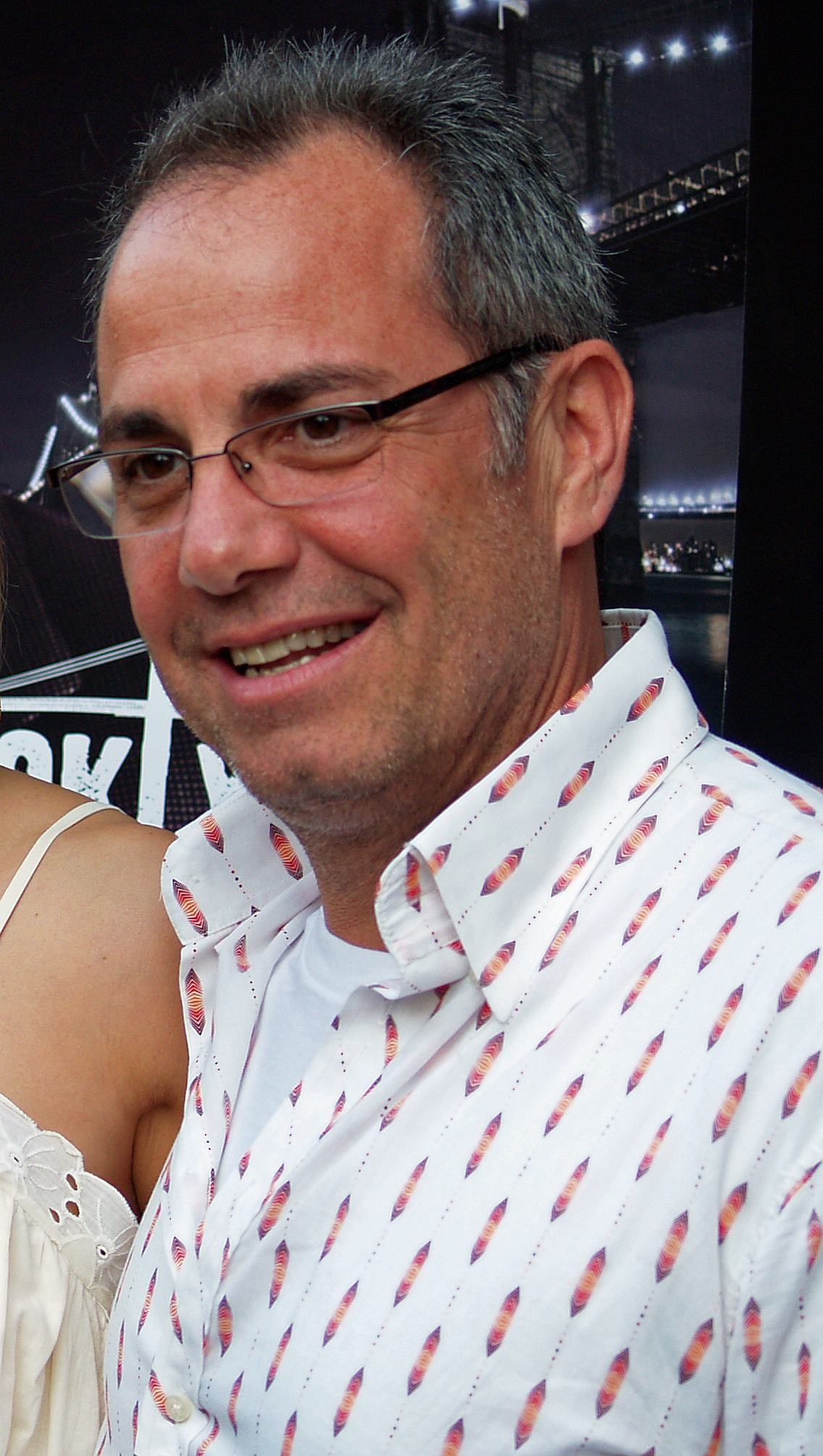
Michael Corrente

Michael Corrente (* 6. April 1959 in Pawtucket, Rhode Island) ist ein amerikanischer Independentfilmregisseur und Filmschaffender.

## Leben
Corrente zog 1985 nach New York City und gründete mit seinen Partnern Glyde Hart and Jeffrey Gage das Studio B Theatre Ensemble.
Sein erster abendfüllender Film Zoff in Federal Hill (1994) mit Nicholas Turturro wurde positiv besprochen und gewann den Publikumspreis des Festival des amerikanischen Films. 1996 gewann er Dustin Hoffman und Dennis Franz für die David-Mamet-Verfilmung American Buffalo – Das Glück liegt auf der Straße. Er produzierte mehrere seiner eigenen Filme sowie The Door in the Floor – Die Tür der Versuchung (2004).

## Filmografie (Regie)
- 1994: Zoff in Federal Hill (Federal Hill)
- 1996: American Buffalo – Das Glück liegt auf der Straße
- 1999: Outside Providence
- 2002: Shot at Glory – Das Spiel ihres Lebens (A Shot at Glory)
- 2006: Brooklyn Rules
- 2012: Loosies